# البهائية في منغوليا
بدأ انتشار الدين البهائي في منغوليا خلال ثمانينيات وتسعينيات القرن العشرين، بعدما كانت السياسات الشيوعية المناهضة للدين تشكل عائقًا أمام أي نشاط ديني. وصل أول بهائي إلى منغوليا في عام 1988، حيث بدأت الديانة في ترسيخ وجودها من خلال تشكيل أول جمعية روحية محلية. وفي عام 1994، أُنتخبت أول جمعية روحية وطنية للبهائيين هناك. ورغم أن بعض التقديرات، مثل تلك الصادرة عن جمعية أرشيفات بيانات الأديان، أشارت إلى وجود نحو 50 بهائيًا فقط في عام 2005، فقد شهد عام 2009 حضور أكثر من 1700 بهائي منغولي في مؤتمر إقليمي، مما يدل على النمو الملحوظ للمجتمع البهائي في البلاد

## المرحلة المبكرة
في ديسمبر 1988 أصبح شون هينتون أول بهائي يقيم في منغوليا. في يوليو 1989 عُين فارسًا من فرسان حضرة بهاء الله، وكان اسمه آخر اسم أُدخل في قائمة الشرف الموضوعة في ضريح حضرة بهاء الله. انضمت أول منغولية، السيدة أويوندلجر، إلى الدين في وقت لاحق من عام 1989.
تدرب هينتون على آلة المسجل في مدرسة جيلدهول للموسيقى والدراما في لندن. وبينما كان طالباً جامعياً، علم أن منغوليا كانت واحدة من البلدان القليلة التي لم تنفتح بعد على الدين البهائي. حصل على منحة دراسية من المجلس الثقافي البريطاني لدراسة الموسيقى المنغولية، وحصل على تأشيرة طالب منغولية. وصل إلى أولان باتور في ديسمبر 1988، وبقي هناك لمدة عام، وفي إحدى المرات كان مرشدًا لروحية خانوم أثناء زيارتها. كان أويوندلجر، الذي كان يبلغ من العمر 22 عامًا آنذاك، طالبًا خاصًا في اللغة الإنجليزية لدى هينتون والذي تعلم تدريجيًا دينه واعتنقه قبل رحيله مباشرة. بعد حصوله على درجة الماجستير في علم الموسيقى العرقية من جامعة كامبريدج، عاد هينتون إلى منغوليا - في البداية إلى منغوليا ألتاي - وعاش هناك في النهاية لمدة ست سنوات، متخليًا عن درجة الدكتوراه في علم الموسيقى العرقية. تقديرًا لخدماته للبلاد، عُين قنصلًا عامًا فخريًا لمنغوليا - الممثل الوحيد في أستراليا للحكومة المنغولية.
في أواخر صيف عام 1992، جاءت سميرة ماناسيكي، وهي شابة بهائية بريطانية، واثنان من أعضاء الشباب في مشروع ماريون جاك التعليمي الذين كانوا يعملون في الغالب داخل روسيا في ذلك الوقت، إلى منغوليا للمشاركة في جهد منسق لمشاركة الإيمان البهائي مع مجموعة أوسع من المنغوليين. بعد جهد متضافر استمر شهرين، ظهرت مجتمعات بهائية جديدة في داركان وإردينيت، مما أدى فعليًا إلى مضاعفة حجم وموقع المجتمع في ذلك الوقت، والذي كان متمركزًا فقط في أولان باتور. بقي أعضاء المشروع في البلاد حتى الصيف التالي للمساعدة في جهود التوحيد التي أسفرت عن بداية مجتمع جديد في سيشاند وفي النهاية أول مدرسة صيفية بهائية منغولية في عام 1993.
في يونيو 1995 أقيمت أول مدرسة وطنية للشباب البهائي في منغوليا.

## مجتمع وطني
وتشير المصادر البهائية إلى أن دورات معهد روحي التي بدأت في عام 1996 أسفرت عن 228 تسجيلًا في عام واحد، مما رفع عدد السكان البهائيين في البلاد إلى حوالي 500. وفي يونيو/حزيران 2004، أُطلق برنامج آخر أسفر خلال شهر تقريباً عن 200 إعلان جديد، بما في ذلك 60 من "الشباب الصغار" (الذين تتراوح أعمارهم بين 11 و14 عاماً). في غضون أسابيع قليلة، أكمل حوالي 30 من هؤلاء الأفراد الكتب الثلاثة الأولى من التسلسل، وكان 137 طفلاً يشاركون في فصول الأطفال.
وقد دعا بيت العدل الأعظم إلى عقد مؤتمرات إقليمية في 20 أكتوبر/تشرين الأول 2008 للاحتفال بالإنجازات الأخيرة في بناء المجتمع المحلي والتخطيط للخطوات التالية في التنظيم في مناطقهم الأصلية. كانت أولان باتور مكان تجمع أكثر من 1800 بهائي من منغوليا وروسيا. وجاء عدد أكبر من المتوقع من الأشخاص من مناطق مختلفة من البلاد، بما في ذلك 408 فردًا من خوفسجول، و143 من مقاطعة خينتي، و160 من أولياستاي، و120 من سيشاند، و450 من العاصمة نفسها. وصل أكثر من 50 بهائيًا من روسيا. وحضر المستشارون القاريون خورشيدا بورساييفا، وبيجان فريد، ودلافروز ناسيموفا، كما مثل بيت العدل الأعظم المستشاران أورانسايخان باتار، وهي منغولية، وجوان لينكولن. ألقى السيد تسيديندامبا، مستشار رئيس منغوليا للشؤون الدينية، كلمة أمام المؤتمر برسالة تشجيعية للبهائيين. وتحدث في المؤتمر أيضًا الدكتور باتسريديني، وزير الصحة السابق.
كُرم ديفيد لامبرت (الحاصل على وسام الإمبراطورية البريطانية)، وهو بهائي بريطاني يعيش في منغوليا، لخدماته في تطوير دراسات اللغة الإنجليزية في منغوليا. في عام 2003 أصبح رئيسًا للجمعية الروحية الوطنية للبهائيين في منغوليا. وهو وزوجته لويس من أقدم المتطوعين في منظمة الخدمة التطوعية البريطانية في الخارج. كان عضوًا في أول مجلس للفنون في منغوليا وقام بتطوير مكتبة اللغة الإنجليزية في جامعة العلوم الإنسانية في أولان باتور، وهي المكتبة الأكبر حجمًا في البلاد. قام بترتيب قيام الناشرين البريطانيين بالتبرع بالعديد من الكتب وقيام حكومة المملكة المتحدة بنقلها إلى منغوليا. في عام 2008، حصلت لويس لامبرت على ميدالية المواطنة الشرفية للدولة تقديرًا "لمساهماتها الفكرية القيمة في قطاع الصحة في منغوليا من خلال تدريب المهنيين الطبيين باستخدام نهج تشاركي إيجابي ومهارات تواصل ممتازة وإظهار معرفة مهنية عالية وأخلاقيات مثالية". (انظر أدناه).
منذ عام 2001، استندت جهود البهائيين إلى مبادرة FUNDAEC في كولومبيا، وكان هناك عمل نحو ترجمة الكلمات الخفية إلى اللغة المنغولية.

## تنمية المجتمع
منذ نشأتها، كان للدين دور في التنمية الاجتماعية والاقتصادية بدءًا من منح المزيد من الحرية للنساء، وترويج تعليم الإناث باعتباره أولوية، وقد عُبر عن هذه المشاركة عمليًا من خلال إنشاء المدارس والتعاونيات الزراعية والعيادات. ودخل الدين مرحلة جديدة من النشاط عندما صدرت رسالة بيت العدل الأعظم بتاريخ 20 أكتوبر 1983. وحث البهائيين على البحث عن طرق متوافقة مع التعاليم البهائية، والتي يمكنهم من خلالها المشاركة في التنمية الاجتماعية والاقتصادية للمجتمعات التي يعيشون فيها. في عام 1979، كان هناك 129 مشروعًا رسميًا للتنمية الاجتماعية والاقتصادية البهائية معترفًا بها في جميع أنحاء العالم، بينما بحلول عام 1987 كان هناك 1482 مشروعًا.

### مركز التنمية المنغولي
تأسس مركز التنمية المنغولي في أولان باتور، منغوليا، كمنظمة غير حكومية مستوحاة من البهائية تأسست في أبريل 1993 بهدف ترجمة المبادئ الروحية الموجودة في الكتابات البهائية إلى ممارسة عملية من أجل تحسين المجتمع المنغولي. من خلال العمل مع المجتمعات المحلية من خلال برامج تركز على التنمية والتعليم، تساهم MDC في عملية التعلم التي تهدف إلى التقدم الاجتماعي والاقتصادي والروحي المستدام للبلاد. "ركزت المنظمة في أحد برامجها على تنمية الطفولة المبكرة، من خلال منهج يهدف إلى تعزيز التفكير الأخلاقي لدى الأطفال الذين تتراوح أعمارهم بين 3 و6 سنوات، إلى جانب توفير تدريب داعم لمعلمي رياض الأطفال. وتدير MDC أيضًا برنامجًا للشباب الصغار لتعزيز تمكين الشباب الذين تتراوح أعمارهم بين 12 و14 عامًا من خلال مساعدتهم على تطوير القدرات الفكرية والأخلاقية التي تمكنهم من تحويل أنفسهم والمساهمة في الارتقاء بمجتمعاتهم. بدأت مؤسسة التنمية المجتمعية في تنفيذ البرنامج في عدد قليل من المدارس في عام 2005، وبحلول عام 2007 أُعتمد البرنامج من قبل 11 مدرسة في باجانور، ومورون، وساينشاند، وأولان باتور، بمشاركة أكثر من 1300 شاب وشابة. كما بادرت اللجنة المحلية للتنمية بتنفيذ برنامج لتنمية القدرات المجتمعية يركز على مبادرتين: مشروع البستنة الذي يقدم دورات في الأساليب الحيوية المكثفة لزراعة الخضروات (انظر أدناه) وبرنامج الخدمات المصرفية المجتمعية، الذي يهدف إلى زيادة الموارد المالية المتاحة في المجتمع وبناء القدرات المحلية لإدارة هذه الموارد من خلال الجمع بين المبادئ الروحية والاعتبارات العملية. في عام 2007، كان هناك ستة بنوك مجتمعية تضم نحو 100 عضو تعمل في موقعين مختلفين في منغوليا. وهي تقوم بتنسيق التمويل والموارد في المملكة المتحدة بين المصادر البهائية وغيرها حتى عام 2010.

### بستنة إردينبولجان
وأشار تقرير التنمية البشرية لعام 1997 في منغوليا، الذي نشره برنامج الأمم المتحدة الإنمائي، إلى أن القضايا الغذائية تشكل مصدر قلق خطير واسع النطاق، مشيراً إلى أن نقص الفواكه والخضروات يشكل قضية رئيسية. إن المنظمات الحكومية وغير الحكومية تدرك تمام الإدراك المشاكل التي يفرضها النظام الغذائي المحدود. أعلنت الحكومة الوطنية عام 1993 "عام الغذاء". في مايو/أيار 1995، بدأت الجماعة البهائية في إردنبولجان الحديث عن القيام بنوع ما من مشاريع التنمية الاجتماعية والاقتصادية المحلية، وطرحت قائمة من الاحتمالات التي تضمنت إنشاء مخبز للخبز، وإقامة مركز ثقافي، ورعاية فصول اللغة الإنجليزية، وبدء حديقة للخضراوات. وبعد مزيد من التشاور، قرر البهائيون في عام 1996 أن حديقة الخضروات ربما كانت الأسهل للقيام بها على الفور - وربما الأكثر احتياجًا. وفي عام 1997، حصلوا على إذن من البلدية لتسييج ربع هكتار من الأراضي القريبة من نهر إيج. وعندما أدركت الجماعة أنها بحاجة إلى المساعدة، لجأت إلى خارج نطاقها، فطلبت المشورة والمساعدة من المكتب البهائي الوطني في أولان باتور. وكان المسؤولون في المكتب الوطني على علم بوجود السيد ميجيت في المنطقة، وهو متخصص زراعي كندي وهو بهائي أيضاً وكان يعمل في مدينة أولان أودي القريبة في روسيا. ودعوه إلى السفر إلى إردنبولجان والتشاور معهم، وهذا ما فعله في أبريل/نيسان 1996. وبسبب ما شاهده جزئياً، قرر السيد ميجيت الانتقال إلى منغوليا في أواخر عام 1996، حيث انضم إلى طاقم مركز التنمية المنغولي، وهي منظمة غير حكومية على المستوى الوطني أنشأتها مجموعة من البهائيين لتوفير أشكال مختلفة من المساعدة التقنية للمجتمعات المحلية. ولفت ميتار تسيند، مدير الجمعية البستانية المنغولية، وهي منظمة غير حكومية مستقلة أطلقت أيضًا حملتها الخاصة لتشجيع زراعة الخضروات على نطاق صغير، الانتباه إلى المشروع في إردنبولجان باعتباره نموذجًا لكل منغوليا بسبب الطريقة التي قام بها بتثقيف وتمكين السكان المحليين. في السابق، خلال الحقبة الشيوعية، كان إنشاء الحدائق محظورًا، إذ كان يُعتبر مبادرة خاصة. لذلك، لا يعتقد الناس أنهم يستطيعون زراعة الخضراوات بأنفسهم، أو يعتقدون أن زراعة الكرنب أصعب من تربية الأغنام. لكن الأمور تتغير بسرعة كبيرة الآن، وقد أثبت مجتمع إردينبولغان ذلك.

### تدريس الأخلاق في كلية الطب
الدكتور بيامباجين باتسريديني، وزير الصحة السابق ومالك ومدير معهد إيتوجين، وهي كلية طبية في أولان باتور حيث كان البهائيون يقدمون دروسًا في التعليم الأخلاقي من خلال دورة معهد روحي منذ عام 2007. في عام 2009، وبفريق مكون من 14 من الميسرين البهائيين، يتابع 400 طالب الدورة بناءً على طلب الدكتور باتسريدين.

## قراءة إضافية
- Hanley، Paul؛ The Mongolian Development Centre (2005). "Gardens for Mongolia: Growing the Capacity of Mongolia's Families". The Spirit of Agriculture. George Ronald Publisher Ltd. ISBN:978-0-85398-501-3. مؤرشف من الأصل في 2012-02-24. اطلع عليه بتاريخ 2010-06-12.

## روابط خارجية
- الجماعة البهائية الوطنية المنغولية